# Ash Creek (comté de Polk, Oregon)
Pour les articles homonymes, voir Ash Creek.
Ash Creek est un cours d'eau du comté de Polk (Oregon), aux États-Unis. Tirant sa source près de Monmouth, il s'écoule généralement vers l'Est, où il se jette dans la Willamette à la hauteur d'Independence, tout juste après être passé sous l'Oregon Route 51 (en).